# Manuel Alexandre
 (octobre 2017).
Si vous disposez d'ouvrages ou d'articles de référence ou si vous connaissez des sites web de qualité traitant du thème abordé ici, merci de compléter l'article en donnant les références utiles à sa vérifiabilité et en les liant à la section « Notes et références ».
Pour les articles homonymes, voir Alexandre.
Manuel Alexandre, né à Madrid le 11 novembre 1917 et mort dans la même ville le 12 octobre 2010, est un acteur espagnol du cinéma espagnol : il a notamment tourné douze fois pour Luis García Berlanga et sept fois pour Juan Antonio Bardem. Parmi de nombreux prix, il a reçu le Goya d'honneur en 2003 et a été décoré de la Grand-croix de l'Ordre d'Alphonse X le Sage en 2009.

## Filmographie
- 1953 : Bienvenue Mr Marshall (Bienvenido, Mister Marshall) de Luis García Berlanga : secrétaire
- 1954 : Joyeux Noël (Felices Pascuas) de Juan Antonio Bardem
- 1955 : Mort d'un cycliste (Muerte de un ciclista) de Juan Antonio Bardem : cycliste
- 1956 : Calabuig (Calabuch) de Luis García Berlanga : Vicente
- 1956 : Grand-rue (Calle Mayor) de Juan Antonio Bardem : Luciano
- 1957 : Les Jeudis miraculeux (Los jueves, milagro) de Luis García Berlanga
- 1958 : La Vengeance (La venganza) de Juan Antonio Bardem : Pablo 'El Tinorio'
- 1961 : Plácido de Luis García Berlanga : Julián Alonso
- 1962 : Atraco a las tres de José María Forqué : Benítez
- 1962 : Certains l'aiment noire (Vampiresas 1930) de Jesús Franco
- 1962 : Le Sadique Baron Von Klaus (La mano de un hombre muerto) de Jesús Franco : Theo
- 1963 : Le Bourreau (El verdugo) de Luis García Berlanga : condamné à mort
- 1964 : Agent 077, opération Jamaïque (La muerte silba un blues) de Jesús Franco : Julius Smith
- 1965 : Le Boeing décolle à seize heures (Il segreto del vestito rosso) de Silvio Amadio
- 1972 : Alta tensión de Julio Buchs : Felipe
- 1987 : La Forêt animée (El bosque animado) de José Luis Cuerda : Roque Freire
- 1989 : Amanece, que no es poco de José Luis Cuerda] : Paquito
- 1993 : Todos a la cárcel de Luis García Berlanga
- 2004 : Piégés (Incautos) de Miguel Bardem : manchot
- 2005 : Elsa & Fred de Marcos Carnevale : Fred